# 1050-es busz
Az 1050-es jelzésű autóbuszvonal Budapest és Miskolc (Budapest – Gyöngyös – Eger – Mezőkövesd – Miskolc) között húzódó országos vonal, amelyet a Volánbusz Zrt. üzemeltet.

## Útvonala

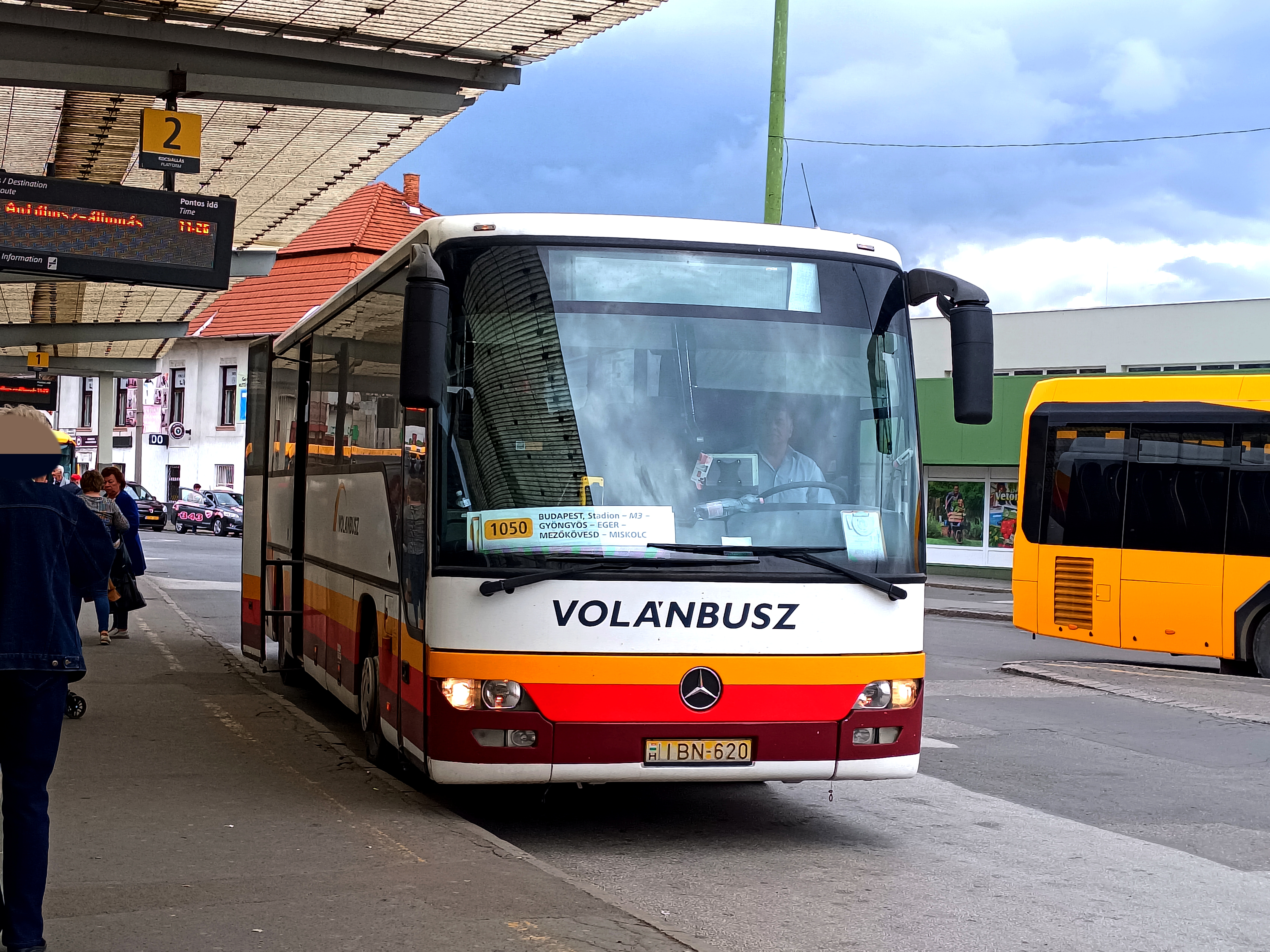
Mercedes-Benz Intouro érkezett a fővárosból

A budapesti XIV. kerületi, a Puskás Ferenc Stadion mellett fekvő autóbusz-pályaudvarról indul, a főváros 3 legnagyobb autóbuszos végállomásának egyikéről. Északnyugati irányban indul el a Hungária körúton párhuzamosan az 1-es és 1A jelzésű villamosvonalakkal. Útját Rákosrendező vasútállomás közelében, a Kacsóh Pongrác úton folytatja, Rákospalota felé hagyja el a fővárost, immáron az M3-as autópályán. A gyorsforgalmi utat a 70. kilométeri lehajtójáig nem hagyja el, itt a 3-as főút egyik négysávos szakaszán ér első városába, a Heves megyei Gyöngyösre, buszállomása minden alkalommal érintett. A legtöbb országos járattal ellentétben nem autópályán közlekedik a továbbiakban, a közeli falvakban, vagy azoknak elágazásaiban megállást kísérel meg, mint ahogy Halmajugránál, Karácsondnál, Detknél, Ludasnál, Kápolnánál és Kerencsendnél. A településen a 25-ös főútra kanyarodik, azon érkezik a vonal felezőpontjára, a megye megyeszékhelyére, Egerbe. Kizárólag a forgalmasabb megállóiban áll meg, Lajosváros és a vasútállomása mellett érnek célba az itt végállomásozó járatok. Ezzel szemben kétóránkénti ütemben a távolsági autóbuszok ellentétes irányba fordulnak, és Borsod-Abaúj-Zemplén megye felé haladnak tovább. Egy újabb járásközpontot keresztez, Mezőkövesdet, azt követően Mezőnyárádon megy át. A vele szomszédos Bükkábrány is érintett, csak úgy mint Vatta, és Emőd városa. A borsodi nagyvároshoz közeledve az agglomerációjában elhelyezkedő Nyékládházát egy megállóban szolgálja ki, mint ahogy a Mályi-tóról nevezetes Mályit is. A vonal 193. kilométerén hajt be Miskolcra. Görömböly városrészében, a miskolctapolcai elágazásban, a Vörösmarty városrészben és a központi autóbusz-állomásán, végállomásán, a Búza téren áll meg.

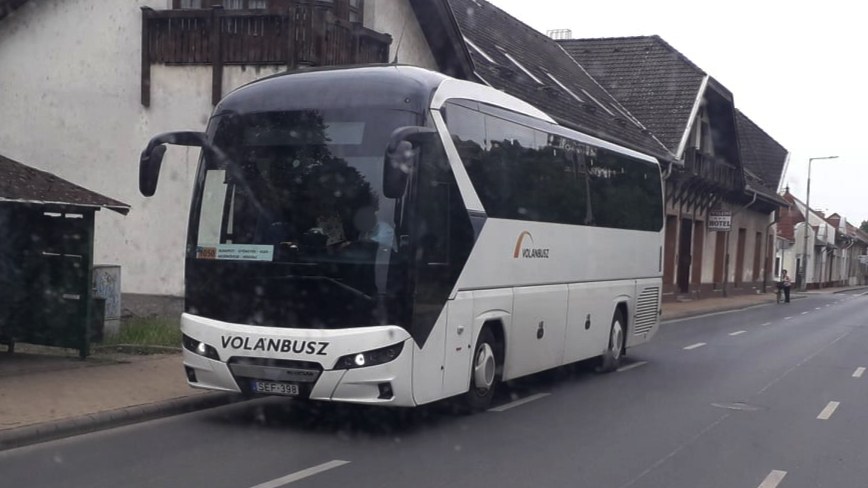
Az egyik Neoplan Mezőkövesden

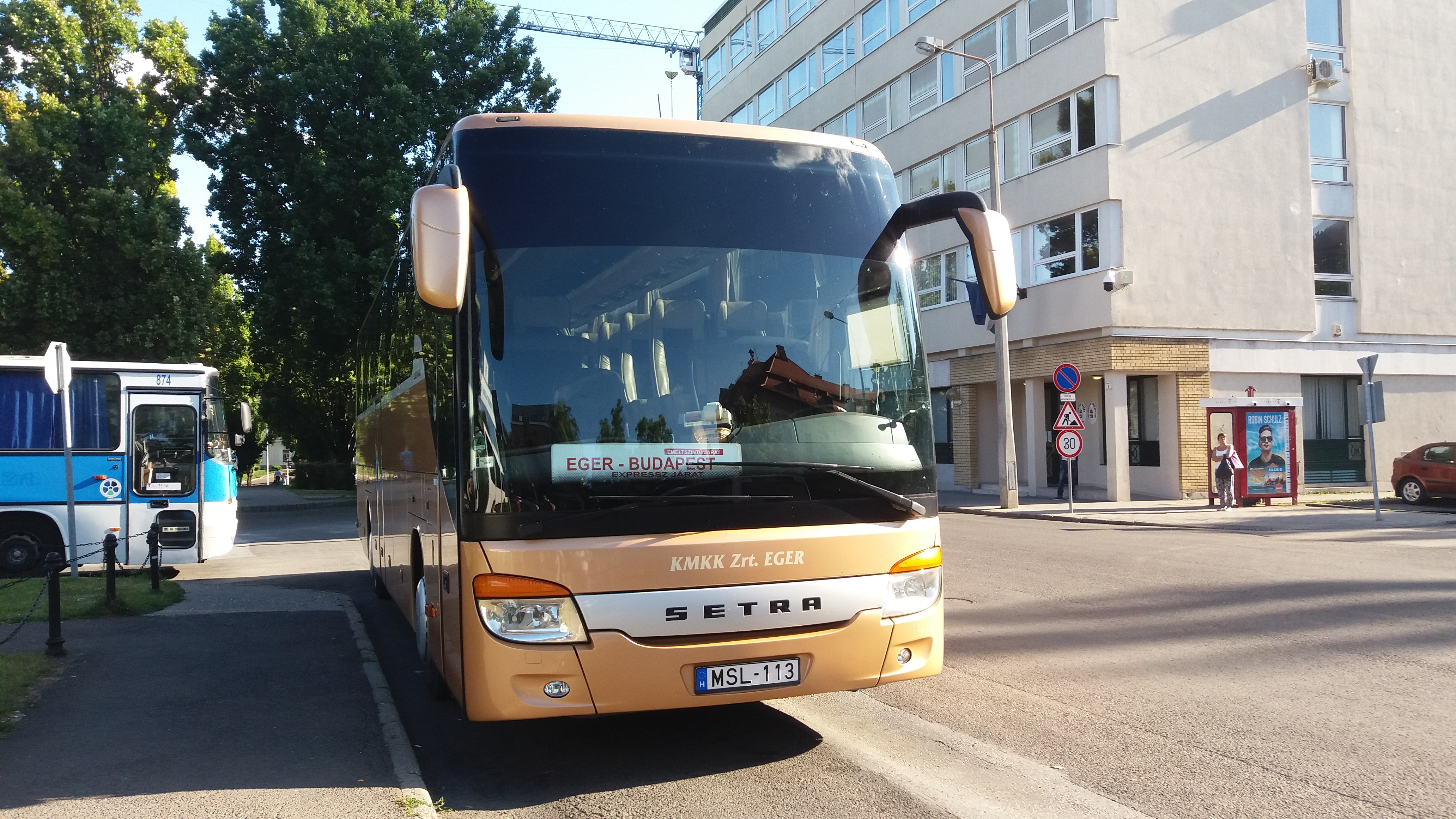
Régebben egri Setra buszok is ingáztak

## Közlekedése
Indításszáma magas. A főváros és a megyeszékhely minden nap kétóránkénti összeköttetésben van autóbusszal, hétvégén +1 járatpár közlekedik a Bükkön keresztül, 1053-as vonalszámmal. Vasúton sokkal rendszeresebb a közlekedés, egyik részről az eddig közlekedő gyorsvonatokkal, másrészről a Hernád, a Hernád-Zemplén és a Tokaj InterCitykkel. Korábban Budapesttől végig az M3-as autópályán a 90-es (Heves/Nagyfüged/Ludas) lehajtójáig majd Ludason Kápolnán és Kerecsenden át Egerig közlekedett. Expressz járatok voltak, amelyek Budapest és Eger belterületén kívül csak Ludas, autóbusz-váróterem megállóban álltak meg. Menetideje 1 óra 55 perc (115 perc) volt.
2023. decemberében Mezőkövesden a régi buszállomás helyett a vasútállomásánál új autóbusz-állomást nyitottak meg az utazóközönség előtt. Ezen dátumtól a járatok a régi állomás közelében lévő Mátyás király út megállóhelyen állnak meg.
| Viszonylat                                      | Indításszám | Közlekedési rend     |
| ----------------------------------------------- | ----------- | -------------------- |
| Budapest, Stadion aut. pu. – Miskolc, aut. áll. | 6 pár       | naponta              |
| Budapest, Stadion aut. pu. – Eger, aut. áll.    | 5 pár       | munkanapokon         |
| Budapest, Stadion aut. pu. – Eger, aut. áll.    | 5 pár       | szabadnapokon        |
| Budapest, Stadion aut. pu. – Eger, aut. áll.    | 4 pár       | munkaszüneti napokon |

## Megállóhelyei
| 0  | Budapest, Stadion autóbusz-pályaudvar végállomás | 0.0 km   | 95, 130, 195 396, 397, 398, 399, 400, 402, 410, 411, 412, 413, 414, 415, 422, 424, 430, 432, 434, 435, 436, 437, 438, 439, 440, 441, 442, 485, 486 901, 908, 908A, 918, 931, 931A, 956, 990 1020, 1021, 1024, 1031, 1034, 1040, 1044, 1045, 1046, 1049, 1052, 1053, 1054, 1055, 1066, 1067, 1068, 1069, 1070, 1075, 1076, 1077, 1078 73, 75, 77, 80 1, 1A |
| 1  | Budapest, Kacsóh Pongrác út                      | 3.8 km   | 25, 32, 225 396, 397, 398, 399, 400, 402, 412, 413, 414, 415, 422, 424, 432, 433, 434, 435, 436, 437, 438, 439, 442 901, 918 1020, 1021, 1024, 1031, 1034, 1040, 1044, 1045, 1046, 1049, 1052, 1053, 1054, 1055, 1066, 1067, 1068, 1069, 1076 74, 81, 82 1, 1A, 3, 69 |
| 2  | Budapest, Szerencs utca                          | 7.7 km   | 225 396, 397, 398, 399, 400, 402, 412, 413, 414, 415, 422, 424, 432, 433, 434, 435, 436, 437, 438, 439, 442 1020, 1021, 1024, 1031, 1034, 1040, 1044, 1045, 1046, 1049, 1052, 1053, 1054, 1055, 1066, 1067, 1068, 1069, 1076 |
| 3  | Gyöngyös, toronyház                              | 76.3 km  | 411, 413, 415, 3448, 3602, 3604, 3612, 3650, 3652, 3670, 3671, 3673, 3675, 3676, 3697, 4602, 4653 1040, 1044, 1045, 1046, 1049, 1054, 1066, 1068, 1069, 1348, 1427, 1469, 1515 |
| 4  | Gyöngyös, autóbusz-állomás                       | 77.6 km  | 1 411, 413, 415, 3445, 3448, 3471, 3492, 3602, 3604, 3610, 3612, 3650, 3651, 3652, 3655, 3656, 3660, 3661, 3662, 3663, 3664, 3665, 3666, 3670, 3671, 3673, 3675, 3676, 3677, 3678, 3680, 3681, 3688, 3691, 3693, 3694, 3696, 3697, 3698, 3699, 4602, 4653 1040, 1044, 1045, 1046, 1049, 1054, 1066, 1068, 1069, 1301, 1305, 1308, 1348, 1427, 1469, 1515 |
| 5  | Halmajugra, bejárati út                          | 87.0 km  | 1054, 1348, 1427 3445, 3448 |
| 6  | Karácsond, bejárati út                           | 90.7 km  | 1054, 1348, 1427 3445, 3448 |
| 7  | Detk, bejárati út                                | 94.7 km  | 1054, 1348, 1427 3445, 3448, 3665 |
| 8  | Kápolna, Dembinszky út                           | 107.4 km | 1054, 1348, 1427 3441, 3442, 3443, 3444, 3445, 3446, 3448, 3456, 3667, 3683, 3684 |
| 9  | Kerecsend, Fő út 60.                             | 116.4 km | 1054, 1343, 1348, 1362, 1427, 1466, 1517 3423, 3424, 3430, 3431, 3432, 3433, 3434, 3440, 3441, 3442, 3443, 3444, 3445, 3448, 3450, 3667 |
| 10 | Eger, Tompa utca                                 | 127.1 km | 3A, 6, 11, 12, 13, 14, 14E, 16, 112, 113, 914 1051, 1053, 1054, 1343, 1346, 1348, 1362, 1380, 1427, 1466, 1517 3402, 3408, 3410, 3411, 3414, 3423, 3424, 3426, 3430, 3431, 3432, 3433, 3434, 3435, 3436, 3440, 3441, 3442, 3443, 3444, 3445, 3446, 3448, 3472, 3479, 3482, 3484, 3667, 4011, 4015, 4157 |
| 11 | Eger vasútállomás, bejárati út                   | 128.7 km | 11, 12, 13, 14, 14E, 112, 113 1051, 1053, 1054, 1343, 1346, 1348, 1362, 1380, 1383, 1427, 1466, 1517 3400, 3402, 3408, 3410, 3411, 3414, 3423, 3424, 3426, 3430, 3431, 3432, 3433, 3434, 3435, 3436, 3440, 3441, 3442, 3443, 3444, 3445, 3446, 3448, 3472, 3479, 3482, 3484, 3667, 4011, 4015, 4157 IC, személyvonat – Eger [87/87a] |
| 12 | Eger, színház (↓)                                | 129.4 km | 2, 2A, 7, 7A, 11, 12, 14, 14E, 17, 112 1053, 1054, 1343, 1344, 1346, 1348, 1362, 1381, 1426, 1427, 1447, 1468, 1517 3402, 3408, 3410, 3411, 3414, 3419, 3420, 3423, 3424, 3426, 3430, 3431, 3433, 3434, 3435, 3436, 3440, 3441, 3442, 3443, 3444, 3445, 3448, 3667, 4011, 4014, 4015, 4018, 4021, 4022, 4157 |
| 13 | Eger, autóbusz-állomás vonalközi végállomás      | 130.1 km | 2, 2A, 4, 5, 5A, 6, 7, 7A, 11, 12, 14, 14E, 16, 17, 112, 914 1049, 1051, 1053, 1054, 1343, 1344, 1346, 1347, 1348, 1349, 1351, 1352, 1362, 1380, 1383, 1426, 1427, 1447, 1448, 1466, 1468, 1517 3400, 3402, 3403, 3405, 3406, 3407, 3408, 3409, 3410, 3411, 3412, 3414, 3415, 3416, 3417, 3418, 3419, 3420, 3423, 3424, 3426, 3430, 3431, 3432, 3433, 3434, 3435, 3440, 3441, 3442, 3443, 3444, 3445, 3446, 3448, 3450, 3455, 3456, 3457, 3458, 3462, 3469, 3470, 3471, 3472, 3473, 3474, 3476, 3479, 3480, 3481, 3482, 3483, 3484, 3488, 3604, 3660, 3667, 4012, 4014, 4015, 4021, 4157                   |
| 14 | Eger vasútállomás, bejárati út                   | 131.5 km | 11, 12, 13, 14, 14E, 112, 113 1051, 1053, 1054, 1343, 1346, 1348, 1362, 1380, 1383, 1427, 1466, 1517 3400, 3402, 3408, 3410, 3411, 3414, 3423, 3424, 3426, 3430, 3431, 3432, 3433, 3434, 3435, 3436, 3440, 3441, 3442, 3443, 3444, 3445, 3446, 3448, 3472, 3479, 3482, 3484, 3667, 4011, 4015, 4157 IC, személyvonat – Eger [87/87a] |
| 15 | Eger, Nagyváradi út                              | 132.4 km | 3A, 6, 11, 12, 13, 14, 14E, 16, 112, 113, 914 1346, 1380, 1427, 1517 3402, 3407, 3408, 3410, 3411, 3414, 3423, 3430, 3431, 3433, 3435, 3442, 3443, 3445, 3448, 4011, 4015, 4157 |
| 16 | Eger, Tompa utca                                 | 133.1 km | 3A, 6, 11, 12, 13, 14, 14E, 16, 112, 113, 914 1051, 1053, 1054, 1343, 1346, 1348, 1362, 1380, 1427, 1466, 1517 3402, 3408, 3410, 3411, 3414, 3423, 3424, 3426, 3430, 3431, 3432, 3433, 3434, 3435, 3436, 3440, 3441, 3442, 3443, 3444, 3445, 3446, 3448, 3472, 3479, 3482, 3484, 3667, 4011, 4015, 4157 |
| 17 | Mezőkövesd, Váci Mihály utca                     | 151.0 km | 1, 2 1344, 1380, 1381, 1426, 1427, 1447, 1448, 1468 3406, 3419, 4011, 4015, 4018, 4021, 4022, 4157 |
| 18 | Mezőkövesd, Mátyás király út                     | 152.3 km | 1, 2, 2B, 3 1375, 1376, 1377, 1380, 1381 3416, 3746, 3749, 4001, 4006, 4007, 4008, 4009, 4013, 4017, 4018, 4019, 4021, 4022, 4023, 4026, 4030 |
| 19 | Mezőkövesd, Szent László tér                     | 152.7 km | 1, 2, 2B, 3 1377, 1380, 1381 3416, 3746, 3749, 4001, 4006, 4007, 4008, 4009, 4013, 4017, 4018, 4019, 4021, 4022, 4023, 4026, 4030 |
| 20 | Mezőkövesd, gimnázium                            | 153.2 km | 1, 2, 2B, 3 1375, 1376, 1377, 1380, 1381 3416, 3746, 3749, 4001, 4006, 4007, 4008, 4009, 4013, 4017, 4018, 4019, 4021, 4022, 4023, 4026, 4030 |
| 21 | Mezőnyárád, temető                               | 161.7 km | 1377, 1380, 1381 3746, 3747, 3749, 4006, 4007, 4008, 4009, 4019, 4021, 4022, 4026, 4030 |
| 22 | Mezőnyárád, posta                                | 163.2 km | 1377, 1380, 1381 3746, 3747, 3749, 4006, 4007, 4019, 4022, 4026 |
| 23 | Bükkábrány, Thermoplasztika                      | 165.9 km | 1375, 1376, 1377, 1380, 1381 3746, 3747, 3748, 3749, 4006, 4007, 4019, 4022 |
| 24 | Vatta, híd                                       | 171.8 km | 1375, 1376, 1377, 1380, 1381 3747, 3748, 3749, 3750, 4019 |
| 25 | Vatta, Kossuth utca 30.                          | 172.6 km | 1375, 1376, 1377, 1380, 1381 3747, 3748, 3749, 3750, 4019 |
| 26 | Emőd, Bagolyvár Csárda                           | 177.1 km | 1375, 1376, 1377, 1380, 1381 3747, 3748, 3749, 3750, 4019 |
| 27 | Emőd, ABC áruház                                 | 178.3 km | 1375, 1376, 1377, 1380, 1381 3747, 3748, 3749, 3750, 4019 |
| 28 | Nyékládháza, Szemere utca 53.                    | 185.0 km | 1369, 1370, 1372, 1375, 1376, 1377, 1380, 1381, 1410 3745, 3747, 3748, 3749, 3750, 4019 |
| 29 | Mályi, bolt                                      | 188.0 km | 1369, 1370, 1372, 1375, 1376, 1377, 1380, 1381, 1410 3738, 3739, 3740, 3741, 3742, 3743, 3744, 3745, 3747, 3748, 3749, 3750, 4019 |
| 30 | Miskolc, harsányi útelágazás                     | 192.6 km | 4, 43, 44, 53 1369, 1372, 1375, 1376, 1377, 1381 3738, 3739, 3740, 3741, 3742, 3743, 3744, 3745, 3746, 3747, 3748, 3749, 3750, 3751, 3752, 4019 |
| 31 | Miskolctapolcai elágazás                         | 196.0 km | 4, 14, 20, 24, 30, 32, 34, 36, 43, 44, 45, 900, 914, 935 1369, 1370, 1372, 1373, 1374, 1375, 1376, 1377, 1380, 1381, 1410, 1411 3738, 3739, 3740, 3741, 3742, 3743, 3744, 3745, 3746, 3747, 3748, 3749, 3750, 3751, 3752, 4019 |
| 32 | Miskolc, Corvin utca (↓)                         | 198.0 km | 20, 28, 34, 35, 43, 44, Auchan 1 1369, 1370, 1372, 1375, 1376, 1377, 1410 3738, 3739, 3740, 3741, 3742, 3743, 3744, 3745, 3746, 3747, 3748, 3749, 3750, 3751, 3752, 4019 |
| ∫  | Miskolc, Vörösmarty út (↑)                       | ∫        | 3A, 14G, 21, 21G, 24, 32, 35, 45, 901, Auchan 1 1369, 1370, 1372, 1375, 1376, 1377, 1380, 1381 3738, 3739, 3740, 3741, 3742, 3743, 3744, 3745, 3746, 3747, 3748, 3749, 3750, 3751, 3752, 4019 |
| 33 | Miskolc, autóbusz-állomás végállomás             | 199.1 km | 1, 1G, 3, 3A, 4, 7, 11, 12G, 20, 20A, 24, 28, 32, 34G, 35, 43, 44, 45, 101B, 900, 914, 935 1053, 1369, 1370, 1372, 1373, 1374, 1375, 1376, 1377, 1380, 1381, 1383, 1384, 1410, 1411 3700, 3701, 3702, 3703, 3704, 3705, 3706, 3707, 3708, 3709, 3710, 3711, 3712, 3714, 3715, 3716, 3717, 3718, 3719, 3720, 3721, 3722, 3723, 3724, 3726, 3727, 3728, 3729, 3730, 3731, 3733, 3734, 3735, 3736, 3737, 3738, 3739, 3740, 3741, 3742, 3743, 3744, 3745, 3746, 3747, 3748, 3749, 3750, 3751, 3752, 3753, 3754, 3755, 3757, 3760, 3761, 3764, 3765, 3766, 3767, 3770, 3772, 3773, 3774, 3775, 3776, 3777, 4019 |